# Berchmansus cinctipes
Berchmansus cinctipes is een insect uit de familie van de gaasvliegen (Chrysopidae), die tot de orde netvleugeligen (Neuroptera) behoort. 
Berchmansus cinctipes is voor het eerst wetenschappelijk beschreven door Banks in 1915.